# Clodomir Cardoso
Clodomir Serra Serrão Cardoso (São Luís, 29 de dezembro de 1879 — Rio de Janeiro, 31 de julho de 1953) foi um jurista, político e escritor brasileiro.

## Biografia
Filho de José Pereira Serrão Cardoso e de Maria Benjamim Serra Cardoso. Estudou no Liceu Maranhense e na Faculdade de Direito do Recife, onde se bacharelou com distinção em 1904. Depois de formado retornou à terra natal, onde se estabeleceu como advogado e passou a atuar como jornalista, havendo, nesse período, atuado como promotor público na comarca de Maracanã, no Pará, ingressa na política no grupo liderado pelo senador Manuel da Costa Rodrigues, que fazia oposição ao governador do Maranhão, Benedito Leite. Em 1908 foi eleito deputado estadual e, depois, foi secretário estadual de fazenda.
Em 1917 foi eleito prefeito de São Luís, tendo sido sua maior realização a substituição dos lampiões de gás por iluminação elétrica. Este fato está registrado no romance Degraus do Paraíso, de Josué Montello. Em Coroa de Areia, romance de Josué Montello, Clodomir Cardoso aparece como personagem da história, quando recebe, no Senado, Aglaia, personagem de ficção, que vai pedir a intercessão do Senador pela soltura de seu marido, que estava preso como participante dos movimentos políticos da década de 30.  Nesta parte do livro, o romancista transfere para sua personagem a descrição física do Senador, baseada na imagem que o autor guardava de Clodomir Cardoso caminhando pelas ruas de São Luis, capital do Maranhão.
Foi membro fundador da Academia Maranhense de Letras, tendo ocupado a cadeira que tem Joaquim Serra como patrono. Seu sucessor foi o poeta Odilo Costa Filho. Foi professor fundador da Faculdade de Direito do Maranhão. Participou como redator e diretor do jornal A Pacotilha, sob a liderança de Fran Paxeco.
Em 1925 foi eleito deputado federal pelo Maranhão, e como deputado participa dos debates sobre o mandado de segurança e apresentou projeto de lei sobre o assunto, após a reforma constitucional de 1926, que pôs fim à doutrina do habeas corpus, que consistia na ampliação do habeas corpus para amparar direitos que não o de ir e vir. O mandado de segurança foi incorporado à Constituição de 1934.
Apresentou projeto de lei sobre sociedades anônimas, que foi aproveitado pelo jurista que mais tarde redigiu o texto, que foi outorgado como decreto-lei. Em 1936, foi eleito senador, havendo sido, nessa ocasião, vice-presidente do Senado Federal.
Governou o Maranhão em 1945, como interventor federal, e em 1946 foi eleito senador, quando participou ativamente dos trabalhos da Assembleia Nacional Constituinte que elaborou e promulgou a Constituição de 1946. No Senado pronunciou muitos discursos, entre os quais o discurso de orador oficial no centenário de Rui Barbosa e o discurso que fez contra a cassação dos mandatos dos deputados e do senador comunista em 1947.
Escreveu numerosos trabalhos jurídicos e literários, dos quais destaca-se o ensaio que publicou em 1926 sobre Rui Barbosa.
Casou-se em 1908 com Cecília Ribeiro, filha do industrial Cândido José Ribeiro, e com quem teve cinco filhos, entre eles Maria Helena Cardoso Soares Pereira, mãe do jornalista e escritor Merval Pereira. Faleceu no Rio de Janeiro e foi sepultado no Cemitério São João Batista, naquela cidade.